# 大川村 (静岡県)
大川村（おおかわむら）は静岡県の中部、安倍郡に属していた村である。現在の静岡市葵区西部、藁科川上流域にあたる。

## 地理
- 山：智者山、天狗石、七ツ峰、天狗岳、突先山
- 河川：藁科川
- 滝：福養滝

## 歴史
- 1889年（明治22年）4月1日 - 町村制の施行により、安倍郡日向村、坂ノ上村、諸子沢村、湯島村、栃沢村、楢尾村、崩野村、八草村、大間村が合併して発足。
- 1969年（昭和44年）1月1日 - 静岡市に編入。同日大川村廃止。